# Constelação organizacional
Constelação Organizacional é uma metodologia de consultoria para empresas e organizações, derivada do trabalho original do filósofo alemão Bert Hellinger.

## Origem
Em 1995 num congresso em Kufstein, Áustria, Hellinger a pedido de um cliente usou sua metodologia de aconselhamento familiar, chamada de constelação familiar para aconselhá-lo numa questão envolvendo sua empresa.
A partir daí vários consultores descobriram que poderiam utilizar a mesma abordagem em seu trabalho e o fizeram.
Desenvolvimentos posteriores, principalmente de "Gunthard Weber" e "Mathias Varga Von-Kíbed" trouxeram novos modelos e estímulos para o emprego dessa abordagem no contexto das empresas.
Hoje existem muitos praticantes e centros de treinamento pelo mundo, que se dedicam e ensinar profissionais de recursos humanos, da administração, empresários e outros como essa abordagem pode ser útil em suas respectivas áreas de atuação. O primeiro encontro internacional aconteceu na Holanda em 2004 sob os auspícios do Instituto Bert Hellinger da Holanda, citado abaixo, e reuniu mais de 100 praticantes de 25 países.

## Bases metodológicas
Bert Hellinger descobriu que nos relacionamentos humanos existem 3 princípios que atuam de forma subconsciente: ordem (hierarquia), equilíbrio (nas trocas, entre o dar e o receber) e vínculo ( o desejo de pertencer a um grupo). Esse princípios atuam fortemente nas famílias e também em outros grupos. Baseado nesses princípios, e no fenômeno descoberto no século passado por Moreno e depois confirmado por Virginia Satir, Hellinger descobriu que podemos obter ricas informações sobre os relacionamentos dentro de um sistema social de relações quando pedimos a pessoas estranhas que representem outras num contexto chamado de "constelação sistêmica".
Essas descobertas levaram a importantes "insights" sobre o funcionamento das relações em grupo e mostraram que muitas intervenções sobre grupos produzem efeitos tardios inconscientes sobre o grupo.

## Exemplos
Por exemplo, quando uma pessoa é demitida de forma grosseira "sem honra" é provável que outros membros do grupo se sintam inconscientemente "leais" a ela. Isso se manifesta muitas vezes com uma "rebelião" ou uma repetição daquele comportamento da pessoa demitida por outros membros do grupo que muitas vezes nem mesmo a conheceram.
Num outro exemplo, observa-se que para o bom desempenho do grupo, é necessário um respeito à ordem. Supondo que um gerente não assuma sua responsabilidade, é provavel que um subalterno o faça em seu lugar, mas isso gera na maioria das vezes um forte sentimento contrário por parte de seus pares, colocando o subalterno numa posição conflituosa com eles.
Esses problemas dentro das organizações parecem ser de origem "pessoal", mas na verdade tem a ver com  a estrutura, a forma como a organização é moldada. Assim ocorrem problemas sem que se perceba bem onde o problema está, e com freqüência, ocorre de forma repetitiva dentro da organização. Por isso chama-se tais problemas de sistêmicos. Caso a estrutura seja apropriadamente montada, tais problemas se solucionam.